# الزعيم الأخير (رواية)
تُعدّ الزعيم الأخير رواية غير مكتملة للكاتب والروائي إف سكوت فيتزجيرالد. في عام 1941، نُشرت الرواية بعد موته تحت هذا العنوان، بعد أن أعدّها صديقه الناقد والكاتب إدموند ويلسون. وفقًا لمجلة بابليشرز ويكلي فإن الرواية «تُعتبر من روايات رومان كليف (قصة مُقنّعة)» إذ تمثل شخصيتها الرئيسية، مونرو ستاهر، منتج الأفلام التاريخية إيرفينغ ثالبرغ. تتبع الرواية وصول ستاهر للسلطة في هوليود، وصراعاته مع المنافس پات برادي، وهو شخصية مستوحاة من رئيس الاستوديو البارز لويس بي. ماير.
حُولت الرواية إلى مسرحية تلفزيونية في عام 1957، وإلى فيلم في عام 1976، وقد حملا نفس اسم الرواية؛ مع تأليف الكاتب المسرحي البريطاني هارولد بنتر لسيناريو الفيلم. أخرجت إيليا كازان الفيلم في عام 1976، مع تمثيل روبرت دي نيرو وتيريزا روسيل لدور البطولة.
في عام 1993، نُشرت نسخة جديدة من الرواية تحت عنوان حب الزعيم الأخير، حررها ماثيو چيه. بروكولي، الباحث الخبير في أعمال فيتزجيرالد. حُولت هذه النسخة لمسرحية افتُتحت لأول مرة في لوس أنجلوس، كاليفورنيا سنة 1998. في عام 2013، أعلنت شبكة إتش بي أو (هوم بوكس أوفيس) عن مشروعات تحويل للرواية. ألغت شبكة إتش بي أو المشروع وأعطت الحقوق لإستوديوهات سوني بيكتشرز، التي بدورها أنتجت وأصدرت المسلسل التلفزيوني في إستديوهات أمازون في عام 2016.

## تاريخية النشر

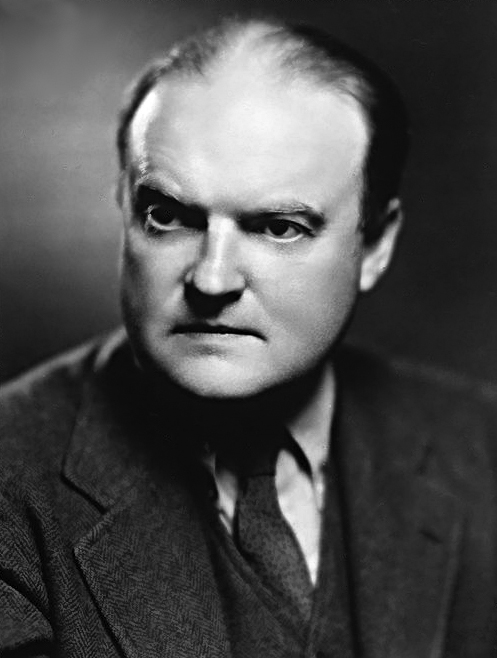
حرر إدموند ويلسون رواية الزعيم الأخير من الملاحظات المتبقية التي كتبها فيتزجيرالد ونشر الرواية في عام 1941.

كانت الرواية غير مكتملة، وذات صياغة أولية عند وفاة فيتزجيرالد عن عمر يناهز 44 عامًا. جمع الناقد الأدبي والكاتب إدموند ويلسون، وهو صديق مقرب لفيتزجيرالد، ملاحظات الرواية وأعدها للنشر. نُشِرَت الرواية غير المكتملة سنة 1941 تحت عنوان الزعيم الأخير، وهو الاسم الذي اشتهرت به.
في عام 1993، نُشرت نسخة أخرى من الرواية تحت عنوان حب الزعيم الأخير كجزء من طبعة كامبردج لأعمال إف. سكوت فيتزجيرالد، التي حررها ماثيو چيه. بروكولي، الباحث الخبير في أعمال فيتزجيرالد. أعاد السيد بروكولي صياغة الفصول السبعة عشر المتبقية من الواحد والثلاثين فصلًا المخطط لكتابتهم؛ وفقًا لتفسيره لملاحظات فيتزجيرالد.

## الشخصيات الرئيسية
- مونرو ستاهر، منتج أفلام هوليود.
- پات برادي، مساعد ستاهر، منتج أفلام أيضًا.
- سيسيليا برادي، ابنة برادي.
- كاثلين مور، حبيبة ستاهر.

## وجهة نظر
دمج فيتزجيرالد في كتابته للرواية؛ سرد الراوي الأول والرواي الثالث. في أثناء سرد سيسيليا للأحداث ظاهريًا، فإن مشاهد كثيرة تُروى ولا تكون سيسيليا حاضرة فيها. في بعض الأحيان، يُروى المشهد مرتين، مرة من قبل سيسيليا ومرة من قبل طرف ثالث.

## الجوائز
فازت الطبعة المنقحة من رواية حب الزعيم الأخير بجائزة أفضل الكتب الأكاديمية لعام 1995.

## تاريخ النشر
- 1941، صدرت باسم الزعيم الأخير، إف. سكوت فيتزجيرالد وإدموند ويلسون (ردمك 0-14-118563-5).
- 1993، صدرت باسم حب الزعيم الأخير، مطبعة جامعة كامبريدج (ردمك 0-521-40231-X).
- 2003، صدرت باسم حب الزعيم الأخير، أبناء تشارلز سكريبنر (ردمك 0-02-019985-6).

## وصلات خارجية
- الزعيم الأخير (رواية) على موقع الموسوعة البريطانية (الإنجليزية)
- إف سكوت فيتزجيرالد، الزعيم الأخير - رواية غير مكتملة - أرشيف الإنترنت. (بالإنجليزية)